# Soy Luna
Soy Luna és una sèrie de televisió juvenil Argentina produïda en col·laboració amb Disney Channel Latin America. El 16 de juny de 2015 es va anunciar que la sèrie tindria un repartiment internacional, liderat per l'actriu mexicana Karol Sevilla en el paper de Luna Valente, una noia que somia amb convertir-se en una gran patinadora professional, i per l'actor italià Ruggero Pasquarelli que interpreta a Matteo Balsano, un gran patinador que sentirà amor per Lluna, al costat d'altres actors com l'actriu argentina Valentina Zenere, juntament amb altres artistes argentins, el mexicà Michael Ronda, l'espanyola Ana Jara Martínez, o el xilè Jorge López. També es va anuncia que la sèrie combinaria comèdia musical, drama i romanç.
La producció va començar a l'estiu de 2015, amb l'autoria de Jorge Edelstein, Marina Efron i Laura Farhi i la direcció de Jorge Nisco i Martín Sabán, amb la previsió d'estrenar una primera temporada de 80 capítols de 45 minuts cadascun a Disney Channel al llarg de 2016.
La sèrie va ser renovada per a una segona temporada per estrenar-se el 2017.

## Sinopsi
Luna va feliç per la vida damunt dels seus patins. Igual que qualsevol noia de la seva edat viu amb la seva família, va al col·legi i té el seu grup d'amics. A més, té un treball com a repartidora en un restaurant de menjars ràpids. Luna passa la major part del seu temps patinant a la vora del mar de la seva estimada ciutat, escoltant les cançons que li compon el seu millor amic Simón. Però la seva vida dona una tomb inesperat quan els seus pares reben una proposta impossible de rebutja. De la nit al dia, la família Valente ha de deixar la seva benvolguda llar i mudar-se a un altre país. Luna ha d'adaptar-se a una nova vida, nous amics i un col·legi nou, on es troba amb un món de luxes i elit que poc té a veure amb ella. Luna es refugia en els seus patins i gràcies a ells descobreix una pista de patinatge que li ofereix un nou univers patinant. Durant aquesta nova etapa de la vida de Luna reflorirà la seva passió pel patinatge i el ball, trobant en el camí nous amics, l'amor i la seva veritable identitat.

## Elenc

### Elenc juvenil
- Karol Sevilla com a Luna Valente/Sol Benson
- Ruggero Pasquarelli com a Matteo Balsano
- Valentina Zenere com a Ambar Smith
- Michael Ronda com a Simón Álvarez
- Carolina Kopelioff com a Nina Simonetti
- Agustín Bernasconi com a Gastón Perida
- Kajta Martínez com a Gessamí Gorjesi
- Malena Ratner com a Delfina "Delfi" Alzamendi
- Chiara Parravicini com a Yamila "Yam" Sánchez
- Jorge López com a Ramir Ponce
- Ana Jara Martínez com a Jimena "Jim" Medina
- Lionel Ferro com a Nicolás "Nico" Navarro
- Gastón Vietto com a Pedro Arias

### Elenc adult
- Luz Cipriota com a Tamara Ríos
- Lucila Gandolfo com a Sharon Benson
- Rodrigo Pedreira com a Reinaldo "Rei" Gutiérrez
- David Murí com a Miguel Valente
- Ana Carolina Valsagna com a Mónica de Valente
- Diego Sassi Alcalá com a Encert
- Germán Tripel com a Cato
- Antonella Querzoli com a Amanda
- Ezequiel Rodríguez com a Ricardo Simonetti
- Carolina Ibarra com a Ana de Simonetti
- Paula Kohan com a Morada Barza

### Participacions especials
- Verónica Segura com a Soraya
- Marcelo Bucossi com a Roberto Muñoz
- Renata Iglesias com a Luna Valente/Sol Benson (de nena)
- Thelma Fardin com a Florència "Flor" Balsano
- Sebastián Villalobos com ell Mateix
- Santiago Stieben com a Arcade
- Gabriel Calamari com a Xabi
- Dani Martins com ell Mateix
- Sofia Carson com ella Mateixa
- Sol Moreno com a Daniela
- Samuel Nascimiento com ell mateix
- Dove Cameron com ella mateix

## Música
El tema d'obertura de la primera temporada és Alas interpretada per Karol Sevilla, el llançament oficial va ser en l'Especial Nadalenc de Disney el 2015.

## Episodis
| Temporada | Episodis | Episodis | Llatinoamèrica      | Llatinoamèrica         | Espanya             | Espanya                |
| Temporada | Episodis | Episodis | Començament         | Final                  | Començament         | Final                  |
| --------- | -------- | -------- | ------------------- | ---------------------- | ------------------- | ---------------------- |
| 1         | 80       | 40       | 14 de març de 2016  | 6 de maig de 2016      | 4 d'abril de 2016   | 9 de juny de 2016      |
| 1         | 80       | 40       | 4 de juliol de 2016 | 26 d'agost de 2016     | 22 d'agost de 2016  | 1 de desembre de 2016  |
| 2         | 80       | 40       | 17 d'abril de 2017  | 9 de juny de 2017      | 17 d'abril de 2017  | 22 de juny de 2018     |
| 2         | 80       | 40       | 7 d'agost de 2017   | 29 de setembre de 2017 | 2 d'octubre de 2017 | 29 de novembre de 2017 |
| 3         | 60       | 30       | 16 d'abril de 2018  | 25 de maig de 2018     | 25 de juny de 2018  | 3 d'agost de 2018      |
| 3         | 60       | 30       | 25 de juny de 2018  | 17 d'agost de 2018     | 6 d'agost de 2018   | 14 de setembre de 2018 |